# Johannes Kantakuzenos (Kaisar)
Johannes Kantakuzenos (mittelgriechisch Ἰωάννης ὁ Καντακουζηνός; † nach 1186/1209) war ein byzantinischer General unter Kaiser Isaak II., der möglicherweise zu Beginn des 13. Jahrhunderts als Separatist auf der Peloponnes (Morea) auftrat.

## Leben
Johannes Kantakuzenos war ein frühes Mitglied der Familie Kantakuzenos, die im 14. Jahrhundert mehrere Kaiser und Despoten stellte. Vor 1170 heiratete er Irene Angelina, eine Schwester der späteren Kaiser Isaak II. und Alexios III. Der 1184 im Bürgerkrieg gegen Andronikos I. in Nikaia gefallene Rebell Theodoros Kantakuzenos, ein Kampfgefährte Isaaks, war möglicherweise sein Bruder.
Im Sommer 1183 zählte Johannes Kantakuzenos zu den Opfern des von Andronikos I. entfachten Terrorregimes, das sich insbesondere gegen die führenden byzantinischen Aristokratenfamilien richtete. Wegen eines Angriffs auf einen Hofeunuchen, der den jungen Mitkaiser Alexios II. für die katastrophale Lage des Reiches verantwortlich gemacht hatte, ließ ihn Andronikos I. blenden und ins Gefängnis werfen. Andronikos’ I. Nachfolger Isaak II. ließ seinen Schwager im Herbst 1185 frei und erhob ihn zusammen mit dem gleichfalls geblendeten Schwiegersohn des gestürzten Kaisers, Alexios Komnenos, zum Kaisar.
Nach der Abberufung des Sebastokrators Johannes Angelos Dukas 1186 übernahm Johannes Kantakuzenos – trotz seiner Blendung – das Oberkommando im Krieg gegen die aufständischen Bulgaren und Kumanen. Die Rebellen zogen sich in die Berge zurück und fügten den Byzantinern bei einem Überraschungsangriff auf ihr nur unzureichend befestigtes Feldlager eine empfindliche Niederlage zu. Der Kaisar musste den Bulgarenführern Theodor und Iwan Assen seine Amtsinsignien aushändigen, die danach öffentlich zur Schau gestellt wurden. Als Konsequenz dieser Schmach wurde Kantakuzenos als Oberbefehlshaber durch Alexios Branas abgelöst, seiner Ämter enthoben und in den Ruhestand geschickt.
Wann und durch welche Umstände Johannes Kantakuzenos starb, ist unbekannt. Karl Hopf hielt ihn für identisch mit dem anonymen Archon von Methone, der 1204/05 dem Kreuzfahrer Gottfried von Villehardouin zur Landnahme in Messenien und Gründung des Fürstentums Achaia verhalf. Er konnte sich bis 1209 als Dynast in Methone halten, wobei unklar ist, ob er in einem formalen Abhängigkeitsverhältnis zu den Kreuzfahrern stand. Danach wurde die Südwestspitze der Peloponnes von Villehardouin vertraglich den Venezianern überlassen, die sich bereits drei Jahre zuvor mit ihrer Flotte in Methone und Korone festgesetzt hatten.
Johannes’ (vermutlicher) Sohn Michael Kantakuzenos trat 1199 als Thronprätendent gegen den erkrankten Kaiser Alexios III. auf.